# Hayati Kafe

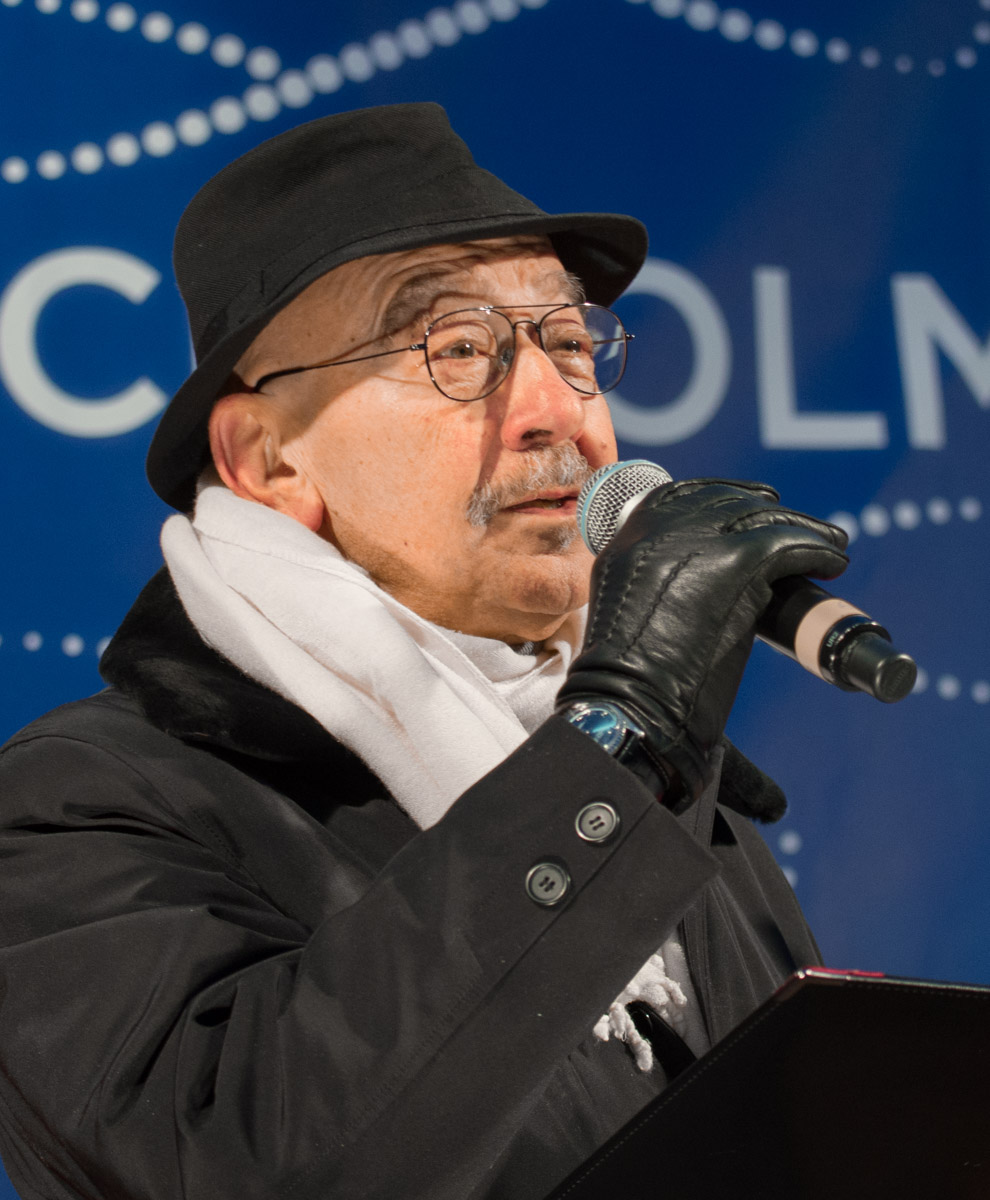
Hayati Kafe (2015)

Hayati Kafe (* 25. September 1941 in Istanbul) ist ein schwedischer Jazz- und Unterhaltungsmusiker (Gesang) türkischer Herkunft.

## Leben und Wirken
Kafe, Kind sephardischer Juden, begann im Alter von vier Jahren zu singen. 1948 trat er in die Taksim-Aydın-Schule ein, wo er in der zweiten Klasse mit dem Mandolinenspiel begann und dem Klassenchor beitrat. Zwei Jahre später erhielt er Akkordeonunterricht. Er besuchte die Sekundarschule am Lycée Français Saint-Michel, wo er begann, vor seinen Mitschülern Konzerte zu geben, bei denen er Akkordeon spielte und Hits von Nat King Cole, Charles Aznavour und Dario Moreno sang. Nachdem er 1957 den Film Rock Around the Clock gesehen hatte, kamen dessen Lieder hinzu. Bei einem Gesangswettbewerb im Caddebostan Casino im selben Jahr erreichte er den zweiten Platz. Zu dieser Zeit begann er mit dem Klavierspiel und lernte den Kontrabassisten Ali Nomer und den Gitarristen Cem Bumin kennen, mit denen er dann ein Quartett gründete, das regelmäßige Auftritte hatte.
Hayati, der ab 1956 die Robert College High School besuchte, trat bald auch im NCO Club der US-Armee in Emirgan auf. Auch begann er zusammen mit seinem Jugendfreund Emin Fındıkoğlu, die Welt des Jazz zu erforschen. 1960 lernte er den Schlagzeuger Turhan Eteke kennen, der ihn als Sänger an das Orchester von Nejat Cendeli vermittelte. Er trat mit dem Orchester auf und machte zudem alle zwei Wochen eine halbstündige Jazzsendung im Istanbuler Radio mit dem Nejat Cendeli Trio (mit Eteke am Schlagzeug und Targan Unutmaz am Bass).
1961 nahm Kafe seinen ersten Song Segretamente auf; das Lied kam in der Türkei bis auf Platz 2 der Top Ten, und er wurde zum „Teenageridol“. Seit dem Sommer 1961 spielte er im Show- und Tanzorchester von İsmet Sıral, mit dem er 1962 nach Schweden aufbrach. Als das Orchester nach zwei Jahren nach Istanbul zurückkehrte, verließ Kafe das Orchester, um weiterhin in Schweden zu leben. 1964 wurde er Sänger im Orchester von Carl-Henrik Norin, der sein Mentor wurde. 1965 machte Hayati seine erste Aufnahme in Schweden mit Ser du stjärnan I det blå, der schwedischen Version von When You Wish upon a Star. 1968 schaffte es Sån´t, seine schwedischen Version von Bobby Darins Song Things, bis zum zweiten Platz der Svensktoppen-Hitparade, wo sie sich elf Wochen hielt. Fernsehauftritte, Shows und Tourneen als Schlagersänger in Skandinavien waren die Folge.
Kafe änderte sein Repertoire, zunächst in den Folkbereich, dann zum Jazz. Nach einer zehnwöchigen Tournee in Großbritannien nahm er 1973 die LP Ha det så kul! auf. Zwischen 1974 und 1979 leitete er einen Nachtclub in Stockholm namens Hayati´s Café und trat nur noch gelegentlich auf. In den Folgejahren arbeitete er auch als Manager; dennoch nahm er drei LPs und vier Singles auf und wirkte als Showmaster in Fernsehsendungen mit.
Kafe konzentrierte sich nun darauf, als Crooner vor allem Stücke aus dem Great American Songbook vorzutragen. Nachdem er bereits 1985 ein Album mit der Sandviken Big Band aufgenommen hatte und auch mit der dänischen DR Big Band zusammenarbeitete, machte er zwischen 1991 und 1994 Produktionen in Deutschland und den Niederlanden, zunächst mit der RIAS Big Band. 1994 nahm er sein Album The Crooner mit der NDR Bigband und dem Metropole Orkest auf. Des Weiteren gab er Konzerte in Paris, trat daneben aber auch mit Herb Geller auf und war an dessen NDR-Produktion Playing Jazz beteiligt.
Im Jahr 2000 veröffentlichte er die CD For All We Know in Begleitung einer Combo. 2007 erschien sein Album The Copenhagen Session, auf dem ihn der Pianist Jan Lundgren, der Gitarrist Jacob Fischer und der Bassist Jesper Lundgaard unterstützen. 2010 folgte die CD För Värmens Skull mit Kompositionen des schwedischen Komponisten Jan Sigurd.
Erst 2013 trat Kafe wieder in der Türkei auf. 2016 veröffentlichte er sein Album What Are You Doing the Rest of Your Life. 2019 sang er im Duett mit Sibel Köse beim Ankara Jazz Festival. In Schweden gibt er weiterhin Konzerte, wobei ihn Monica Dominique, Jan Lundgren und Ulf Johansson Werre begleiteten, er aber auch im Duett mit Dennis Östryd auftrat. In Hamburg war er auch im Duett mit Caroline Kiesewetter zu erleben. Er lebt in Stockholm.
2022 wurde Kafe auf dem Istanbul International Jazz Festival mit dessen Lifetime Award ausgezeichnet.